# دون جويس
دون جويس (بالإنجليزية: Don Joyce)‏ هو مصارع محترف أمريكي، ولد في 8 أكتوبر 1929 في ستوبنفيل في الولايات المتحدة، وتوفي في 26 فبراير 2012 في ماهتوميدي في الولايات المتحدة.

## وصلات خارجية
- دون جويس على موقع مرجع كرة القدم المحترفة.كوم (الإنجليزية)